# Tillou
Tillou är en kommun i departementet Deux-Sèvres i regionen Nouvelle-Aquitaine i västra Frankrike. Kommunen ligger i kantonen Chef-Boutonne som tillhör arrondissementet Niort. År 2018 hade Tillou 337 invånare.

## Befolkningsutveckling
Antalet invånare i kommunen Tillou
| Referens: INSEE |